# Тимощук Сергій Володимирович
Сергі́й Володи́мирович Тимощу́к (1995—2014) — солдат Збройних сил України, учасник російсько-української війни.

## З життєпису
Народився 1995 року в місті Славута (Хмельницька область). Закінчив славутський ліцей № 7. Вступив до державного професійно-технічного навчального закладу «Славутський професійний ліцей», отримав спеціальність «автослюсар».
16 грудня 2013 року був призваний до лав Збройних Сил України. Військовослужбовець за контрактом; номер обслуги, солдат 1-ї роти 1-го батальйону, 80-та окрема аеромобільна бригада.
31 серпня 2014 року зник безвісти під час боїв за Луганський аеропорт. За свідченнями командира та інших військовиків, загинув. Під час вимушеного відступу тіло Сергія залишилось на окупованій території, солдат Тимощук вважався зниклим безвісти. Тіла п'ятьох десантників потрапили в морг окупованого міста Лутугине, їх забрали в середині жовтня. Чотири тіла ідентифікували (Микола Кльоб, Максим Дзюбан, Євген Іванов, Назар Попадик). З'явилась неофіційна непідтверджена інформація, що Сергій у полоні в РФ, у московському СІЗО. Міський голова Славути писав листа до російської ради федерації. Тривалий час мати і сестри Сергія відмовлялися повторно здавати ДНК.
20 лютого 2020 року терористи передали українській стороні його останки та Максима Хітайлова. Декілька проведених експертиз ДНК підтвердили, що вони належать Сергію Тимощуку.
23 травня 2020-го на території 80-ї десантно-штурмової бригади відбувся ритуал прощання із Сергієм Тимощуком.. 24 травня 2020 року похований в Славуті.
Без Сергія лишились мама Марія Василівна і дві сестри — Тетяна й Людмила.

## Нагороди та вшанування
- Указом Президента України № 360/2020 від 27 серпня 2020 року за «особисту мужність і самовіддані дії, виявлені у захисті державного суверенітету та територіальної цілісності України» нагороджений орденом «За мужність» III ступеня (посмертно)[6]
- Його портрет розміщений на меморіалі «Стіна пам'яті полеглих за Україну» у Києві: секція 4, ряд 5, місце 3
- Вшановується 31 серпня на щоденному ранковому церемоніалі вшанування українських захисників, які загинули цього дня у різні роки внаслідок російської збройної агресії[7]
- 13 жовтня 2020 року на фасаді Славутської гімназії № 7 відкрито меморіальну дошку його честі